# The Return......
The Return...... – druga płyta szwedzkiego zespołu Bathory. Wydana 27 maja 1985 roku.

## Lista utworów
1. "Revelation of Doom" - 3:27
2. "Total Destruction" - 3:51
3. "Born for Burning" - 5:14
4. "The Wind of Mayhem" - 3:13
5. "Bestial Lust" - 2:42
6. "Possessed" - 2:42
7. "The Rite of Darkness" - 2:06
8. "Reap of Evil" - 3:29
9. "Son of the Damned" - 2:48
10. "Sadist (Tormentor)" - 3:00
11. "The Return of the Darkness and Evil" - 3:49

## Twórcy
- Ace "Quorthon Seth" Thomas Forsberg – śpiew, gitara, gitara basowa
- Andreas Johansson – gitara basowa
- Stefan Larsson – perkusja
- The Boss - produkcja